# Freitod (Band)
Freitod ist eine deutsche Dark-Metal-Band. Sie ist nicht mit der gleichnamigen schweizerischen NSBM-Band zu verwechseln.

## Geschichte
Freitod wurde im Februar 2005 gegründet und hat seine musikalischen Wurzeln im Black Metal, jedoch versucht das Duo auch Einflüsse aus den melancholischen Spielarten der Rock- und Metal-Musik. Freitod besteht aus R. Seyferth (Schlagzeug, Gesang) und G. Eisenlauer (Gitarre, Bass, Klarer Gesang). Eisenlauer ist außerdem in den Gruppen Dawn of Despair und Wintergate aktiv. Live wird das Duo seit 2010 von B. Stieglmaier (Bass) unterstützt. Ehemalige Live Mitglieder waren Oliver Heide (Schlagzeug) (2010 bis 2013) und Lars Lüttge (Gitarre) (2010 bis 2024).
Die erste Veröffentlichung erfolgte im Jahr 2007, als mit Hoffnungslos… eine Kassette mit drei Stücken über DGW veröffentlicht wurde. Über dieses Untergrund-Label wurden auch Demos von Alptraum und Prosatanos veröffentlicht. Auch das darauffolgende Demo-Tape …Einst tiefe Wunden… mit ebenfalls drei Stücken erschien über das Label. Das Debütalbum Nebel der Erinnerungen erschien 2010 via Ván Records. Dieses erhielt Kritiken unter anderem bei Metal Hammer und Vampster.
2010 spielte die Gruppe unter anderem auf dem Fireblade Force Festival unter anderem mit Inquisition, Forgotten Tomb, Dies Ater, Truppensturm und Ketzer im nordsächsischen Torgau. Ursprünglich findet das Festival in Betzelberg statt. Im Dezember 2013 ging die Band auf ihre erste Europa-Tour, mit Mortifera (Frankreich) und Totalselfhatred (Finnland).

## Musikstil und Texte
Der Musikstil von Freitod ist im Black Metal „verwurzelt, aber nicht gefangen“, so Ván Records; entsprechend versucht das Duo, Einflüsse aus allen Sparten der melancholischen Rock- und Metal-Spielarten in ihre Musik einzubinden. Die Band selbst und Vampster geben als Einfluss unter anderem Katatonia an. In den Texten geht es hauptsächlich um persönliche Erfahrungen der beiden Musiker. Weitere Themen sind Trauer, Weltschmerz und erloschene Lieben. Der Bandname soll als „die positive Möglichkeit, das Leben zu beenden verstanden werden“.

## Diskografie
- 2007: Hoffnungslos… (Demo)
- 2008: …Einst tiefe Wunden… (Demo)
- 2010: Nebel der Erinnerungen (Ván Records)
- 2012: Regenjahre (Ván Records)
- 2016: Der unsichtbare Begleiter (Ván Records)
- 2025: Zeit zu gehen (Digital)